# Lipatovka
Lipatovka (en rus: Липатовка) és un poble de l'óblast d'Oriol, a Rússia, que en el cens del 2010 no tenia cap habitant. Pertany al districte municipal de Verkhóvie.